# Václav Norbert Brixi
Václav Norbert Brixi, noto anche come Jeroným Brixi (Manětín, 20 settembre 1738 – Planá, 15 aprile 1803), è stato un compositore e organista ceco.
Come il padre Jan Josef Brixi, anch'egli apparteneva a una famiglia boema di musicisti e compositori. Nel 1758 entrò nel monastero cistercense di Plasy, vicino a Plzeň, l'anno seguente prese i voti e infine nel 1766 fu ordinato sacerdote, sotto il nome di Jeroným, con il quale firmerà sempre le sue composizioni. Fu successivamente attivo come organista e maestro del coro della chiesa del monastero e dal 1781 divenne parroco a Planá.
I suoi lavori sacri ricalcano lo stile della musica sacra napoletana, ma non superano la media qualitativa dell'epoca.